# Anagast
Anagast   (segle V - valor desconegut) o Anagastes (en grec: Αναγάστης) va ser un oficial de l'exèrcit romà d'Orient de possible origen got del segle v, que va estar actiu durant el regnat de l'emperador Lleó I, el Traci (r. 457-474).

## Nom
Anagast és un nom d'origen gòtic, que probablement deriva d'Ana-gasts.

## Biografia

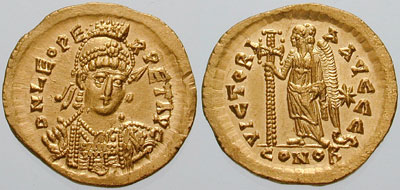
Sòlid de l'emperador Lleó I, el Traci (r. 457-474)

Anagast era fill de l'oficial Arnegiscle. Es citat per primer cop durant la dècada dels 460's, quan va enviar emissaris per al rei hun Dengizich (r. 458-469), un dels fills d'Àtila, (r. 434-453), per saber la raó per la qual havia iniciat hostilitats contra l'Imperi. El 466/467, Anagast va liderar tropes al costat del mestre dels soldats Aspar, Basilisc (r. 475-476), Ostris i Antemi a la Tràcia contra la invasió de gots i huns, dirigits per Dengizich. Es desconeix el seu càrrec tot i que, probablement, fos un comes dels assumptes militars (comes rei militaris).
El 469, i succeint al càrrec, probablement, al general i futur emperador Zenó (r. 474–475; 476–491), va ser nomenat mestre dels soldats de la Tràcia. Exercint aquest càrrec va aconseguir matar Dengizich, enviant el seu cap a Constantinoble per tal que fos exhibit. Aquest mateix any o en el següent, Anagast es va revoltar i va prendre control d'alguns forts de la regió. Segons les fonts la causa de la revolta hauria estat el nomenament de Jordanes com cònsol, càrrec al que també aspirava. Anagast tenia por de les represàlies d'aquest, ja que havia matat a son pare, Joan el Vàndal, el 442. Segons les fonts, després d'enviar emissaris, va tornar a ser lleial a l'emperador i va culpar de la revolta a Ardabur, fill de Aspar, fet que corroborar amb evidències documentals. Va ser probablement per aquesta època que va matar un got anomenat Ulibs.